# The Touch (1971)
The Touch (Alternativ: Die Berührung, Originaltitel: The Touch bzw. Beröringen) ist ein schwedisch-US-amerikanisches Filmdrama von Ingmar Bergman aus dem Jahr 1971.

## Handlung
Karin lebt mit ihrem Mann Andreas, einem Krankenhausarzt, und ihren zwei Kindern in einer kleinen Gemeinde im ländlichen Schweden. Sie lernt David kennen, Nachkomme von aus Nazideutschland geflohenen Juden, der an der Restaurierung einer nahe gelegenen Kirche beteiligt ist. Nachdem er ihr unumwunden erklärt hat, dass er in sie verliebt sei, lässt sie sich auf eine Affäre mit ihm ein. David entpuppt sich als nicht nur leidenschaftlicher, sondern auch zwischen Niedergeschlagenheit und gewalttätigen Wutausbrüchen schwankender Mann. Dennoch setzt sie die Affäre fort, bis die Einwohner des Dorfes Andreas von Karins Ehebruch berichten. Als David unangekündigt zurück nach London geht, folgt Karin ihm, obwohl Andreas ihr ein Ultimatum stellt. In London trifft sie jedoch nur Davids Schwester an. Karin beschließt, bei ihrem Mann und ihrer Familie zu bleiben. Bei ihrem letzten Treffen in Schweden, bei dem Karin versucht, David ihre Motive zu erklären, beschimpft er sie als Lügnerin. Ihre Beziehung ist unwiderruflich beendet.

## Hintergrund
„The Touch will banal, alltäglich sein. Der Film wurde ursprünglich als Portrait einer Frau konzipiert – und zwar nicht einer glänzenden, großartigen Frau von Welt, sondern einer braven Bürgerin, die ein behütetes Dasein führt, weit ab von der Welt der Katastrophen, Strömungen, Neurosen, die uns umgeben.“ (Bergman)
The Touch entstand zwischen September und November 1970 in Visby auf der schwedischen Insel Gotland und in London. Der Film wurde in einer Fassung gedreht, in der die schwedischen Darsteller Schwedisch sowie Englisch und die englischsprachigen Englisch sprechen und, auf Wunsch des Koproduzenten ABC Pictures, zusätzlich in einer rein englischsprachigen Version. Letztere gelangte in die Kinos, die zweisprachige Fassung galt zwischenzeitlich als verschollen, ist heute jedoch wieder verfügbar. Gunnar Fischer, von 1948 bis 1960 Bergmans Stammkameramann, gestaltete die Titel.
Nach seiner Uraufführung auf den Internationalen Filmfestspielen Berlin 1971 startete der Film am 18. August 1971 in den schwedischen Kinos, am 14. Januar 1972 in der BRD und am 14. Dezember 1973 (unter dem Titel Die Berührung) in der DDR.

## Rezeption
The Touch wurde von der Kritik gemischt aufgenommen. Der Spiegel schrieb anlässlich der Aufführung auf der Berlinale: „Ingmar Bergmans 35. Spielfilm, für eine US-Firma in Schweden gedreht, ist sein letzthin bester und schlechtester in einem. Bis zur Hälfte der mittelständischen Love Story […] dominieren Small talk, Slapstick-Heiterkeit und ein selbst für Bergman ungewohnt intimes Kammerspiel. Später, wenn die nun verlassene und doch wieder begehrte Geliebte gesegneten Leibes bei Mann und Kindern verbleibt, rutscht die Handlung ins Trivial-Kommerzielle, auch der massive Bergman-Touch im Finale (Todessymbole, Herbstlaub) rettet nichts.“ Das Lexikon des internationalen Films fasste rückblickend zusammen: „Ein auffallend glatt und sehr konventionell inszenierter Film; psychologisch zwar genau und handwerklich perfekt, wird die psychologische Spurensuche mit allzu aufdringlichen Symbolen belastet.“